# KMŻ Lublin
KMŻ Lublin – polski klub żużlowy z Lublina. W latach 2009–2015 brał udział w rozgrywkach ligowych. W późniejszym czasie przestał funkcjonować.

## Historia
Po rozwiązaniu Motoru Lublin powstał Lubelski Klub Żużlowy. Następnie w lidze startowało Towarzystwo Żużlowe, które wspierane przez sponsora tytularnego, Sipma S.A., wywalczyło awans do I ligi. W roku 2004 lublinianie wystartowali w barażach o awans do ekstraligi, jednak przegrali z ZKŻ Zielona Góra. W 2007 TŻ Lublin spadł z I ligi, nie uzyskał licencji na start w rozgrywkach ligowych i zakończył swoją działalność. W roku 2008 w Lublinie nie było klubu startującego w lidze.
Od sezonu 2009 w rozgrywkach startował Klub Motorowo-Żużlowy Lublin. 31 sierpnia 2014 drużyna z Lublina przegrała w wyjazdowym meczu z Marmą Rzeszów 41:49 i spadła do II ligi. W lutym 2015 klub został zgłoszony do rozgrywek pod nazwą KMŻ Motor Lublin. 20 stycznia 2016 klub ogłosił upadłość.

## Poszczególne sezony
| Sezon | Rozgrywki ligowe | Rozgrywki ligowe | Rozgrywki ligowe | Uwagi                    |
| Sezon | Liga             | Liga             | Miejsce          | Uwagi                    |
| ----- | ---------------- | ---------------- | ---------------- | ------------------------ |
| 2009  | III              | II liga          | 4/7              |                          |
| 2010  | III              | II liga          | 2/8              | Przegrane baraże o awans |
| 2011  | III              | II liga          | 2/8              |                          |
| 2012  | II               | I liga           | 3/6              |                          |
| 2013  | II               | I liga           | 4/7              |                          |
| 2014  | II               | I liga           | 8/8              |                          |
| 2015  | III              | II liga          | 3/5              |                          |

| Poziom ligowy | Liczba sezonów | Sezony          |
| ------------- | -------------- | --------------- |
| II            | 3              | 2012–2014       |
| III           | 4              | 2009–2011, 2014 |

## Osiągnięcia

### Międzynarodowe
Poniższe zestawienia obejmują osiągnięcia klubu oraz indywidualne osiągnięcia zawodników krajowych (w zawodach drużynowych, par i indywidualnych) i zagranicznych (w zawodach indywidualnych) w rozgrywkach pod egidą FIM oraz FIM Europe.

#### Mistrzostwa Europy
Indywidualne mistrzostwa Europy
- 2. miejsce (1):
  - 2012 –  Robert Miśkowiak